# Like Moths to Flames
Like Moths to Flames ist eine 2010 gegründete Metalcore-Band aus Columbus, Ohio. Die Gruppe veröffentlichte bisher fünf Alben und zwei EPs über Rise Records und UNFD. Das Debütalbum When We Don’t Exist wurde in Europa über Nuclear Blast veröffentlicht.

## Geschichte

### Gründung und erste Veröffentlichungen
Gegründet wurde Like Moths to Flames von Chris Roetter Anfang des Jahres 2010. Zuvor war Roetter als Sänger für Emarosa und Agraceful aktiv. In letzterer Gruppe spielte er allerdings nur kurzfristig. Mit der Zeit stießen mit Zach Huston (Rhythmusgitarre, Backgroundgesang), Jodran Matz (Schlagzeug), Aaron Douglas (E-Bass, Backgroundgesang) und Aaron Evans (Rhythmusgitarre, Backgroundgesang) zu Roetter. Die erste Single erschien am 7. Februar 2010 und heißt Dead Routine. Eine EP folgte dann am 14. Dezember 2010. Diese heißt Sweet Talker. Die EP wurde über Rise Records veröffentlicht. Die Musiker gaben bereits am 17. Oktober 2010 bekannt bei Rise Records einen Plattenvertrag unterschrieben zu haben. Nach der Herausgabe der EP verließ Jodran Matz die Gruppe. Matz wurde durch Lance Greenfield am Schlagzeug ersetzt.

### Debütalbum:When We Don’t Exist
Nachdem die Gruppe den Großteil des Jahres 2011 mit Touren verbrachte, beschlossen die Musiker zur Mitte Jahres das Studio zu beziehen und an dem Debütalbum zu arbeiten. Douglas verließ die Gruppe und Evans, welcher ursprünglich als Gitarrist in der Band aktiv war, wechselte an den Bass. Eli Ford, ehemalig bei My Ticket Home, wurde neuer zweiter Gitarrist der Gruppe. Am 8. November 2011 erschien When We Don’t Exist über Rise Records in Nordamerika. In Europa erschien das Album über Nuclear Blast.
Im Januar 2012 tourte die Gruppe mit D.R.U.G.S., Hit the Lights und Sparks the Rescue durch die USA. Im Laufe des Jahres folgte eine Konzertreise mit Texas in July und Hundredth. Lance Greenfield wurde am Schlagzeug durch Kevin Rutherford ersetzt, welcher jedoch nur wenige Monate in der Band verweilte. Seit 2012 ist der ehemalige Schlagzeuger der Gruppe The Air I Breathe bei Like Moths to Flames aktiv.

### Zweites Album:An Eye for an Eye
Anfang 2013 war die Gruppe Headliner der Rise Records Tour, die durch die USA führte. Als Vorgruppen traten Palisades, Crown the Empire, The Color Morale und My Ticket Home auf. Später gaben die Musiker bekannt, gemeinsam mit Will Putney an dem zweiten Studioalbum zu arbeiten. Am 29. Mai 2013 gab die Gruppe bekannt, dass das Album An Eye for an Eye heißen wird und am 9. Juli veröffentlicht werden soll. Das Album stieg auf Platz 62 der US-Charts ein und hielt sich eine Woche lang dort auf. Den Sommer 2013 verbrachte die Gruppe auf der Warped Tour. Im November 2013 folgte eine Europa-Konzertreise als Vorgruppe für Parkway Drive, Memphis May Fire und We Came as Romans. Die Konzerte fanden in Deutschland, Dänemark, Schweden, Polen, den Niederlanden, Belgien, Frankreich, der Schweiz, Spanien, Italien, Österreich und im Vereinigten Königreich statt.
Zwischen Januar und März 2014 tourt die Gruppe mit Fit for a King, Stray from the Path und The Plot in You als Vorband für For Today auf deren Fight the Silence Album Release Tour.

## Diskografie

### Alben
- 2011: When We Don’t Exist (Rise Records, Nuclear Blast)
- 2013: An Eye for an Eye (Rise Records)
- 2015: The Dying Things We Live For (Rise Records)
- 2017: Dark Divine
- 2020: No Eternity in Gold
- 2024: The Cycles of Trying to Cope

### EPs
- 2010: Sweet Talker (Rise Records)
- 2015: The Dream Is Dead (Rise Records)